# Séverine Lecouflé
Séverine Lecouflé (* 31. März 1975 in Avranches) ist eine ehemalige französische Fußballspielerin.

## Karriere

### Vereine
Lecouflé kam in der letzten Saison, 1991/92, in der es noch keine frankreichweite höchste Liga gab, in der Gruppe C mit zehn Mannschaften aus dem Norden Frankreichs, für den in Condé-sur-Noireau ansässigen FC Féminin Condéen zu Punktspielen. Von 1992 bis 1994 war sie mit ihrem Verein im Championnat National 1 A (unter diesen Namen bis 2002 die landesweit höchste Liga) vertreten.
Von 1994 bis 1999 gehörte sie dem Entente Sportive Cormelles in der seinerzeit Championnat National 1 B genannten zweiten Division an. Anschließend spielte sie von 1999 bis 2001 für Stade Quimper, der 1999 in die seinerzeit Championnat National 1 A genannten ersten Division aufgestiegen ist.
Mit ihrem letzten Verein, Stade Briochin, war sie von 2001 bis 2004 in der höchsten Spielklasse, die letzten beiden Saisonen in der nunmehr Division 1 Féminine genannten Liga, vertreten. In ihrer letzten Saison bestritt sie 20 Punktspiele, in denen sie sechs Tore erzielte, darunter ein verwandelter Strafstoß.

### Nationalmannschaft
Lecouflé bestritt in einem Zeitraum von vier Jahren 15 Länderspiele für die Nationalmannschaft. Sie debütierte am 20. Februar 1999 in Chalkida beim 3:2-Sieg im Freundschaftsspiel gegen die Nationalmannschaft Griechenlands. Bis zu ihrem letzten Einsatz als Nationalspielerin für den FFF am 17. Oktober 2002 in London beim 1:0-Sieg über die Nationalmannschaft Englands im Finalhinspiel der Relegation als Zweitplatzierter der WM-Qualifikationsgruppe 1 und der im Rückspiel am 16. November mit 1:0 entschiedenen WM-Teilnahme 2003, kam sie in weiteren acht Freundschaftsspielen und vier WM-Qualifikationsspielen (zwei in der Qualifikationsgruppe 1 und zwei in den Relegationshalbfinalspielen) zum Einsatz. Im Relegationsrückspiel am 15. September 2002 gegen die Nationalmannschaft Dänemarks gelang ihr mit dem Treffer zum 1:1 in der 88. Minute ihr einziges Länderspieltor. Höhepunkt ihrer Länderspielkarriere dürfte ihre Teilnahme an der in Deutschland ausgetragenen Europameisterschaft 2001 und ihr Einsatz im dritten Spiel der Gruppe B beim 2:0-Sieg über die Nationalmannschaft Italiens im Ulmer Donaustadion gewesen sein.